# Accrington FC
Accrington Football Club var en av tolv engelska fotbollsklubbar som bildade The Football League. Klubben bildades i Accrington i Lancashire efter ett möte på en pub 1876. Accrington spelade sina hemmamatcher på Thorneyholme Road.
Under sin första säsong i ligan, 1888/89, slutade man på sjunde plats efter sex segrar, åtta oavgjorda och åtta förluster. Deras bästa säsong var 1889/90, då man slutade på sjätte plats. Klubben kom dock inte att bli långlivad i ligan. 1892/93 kom man på femtonde och näst sista plats. Man blev nedflyttade till division två efter att ha förlorat en så kallad testmatch (en tidig föregångare till kvalmatch) med 1–0 mot Sheffield United. Istället för att spela i division två, valde man att dra sig ur ligan.
Kort därefter fick Accrington ekonomiska problem, vilket så småningom skulle leda till klubbens sammanbrott. Klubben fortsatte att spela utanför ligan fram till 1896, då man lade ner verksamheten efter att ha förlorat med 12–0 mot Darwen i Lancashire Senior Cup.
Det skulle dröja till säsongen 1921/22 innan ett lag från Accrington – den här gången Accrington Stanley FC – gick med i ligan.